# HMHS Britannic
HMHS Britannic je bio treći i najveći brod iz serije brodova u kojoj su još bili RMS Titanic i RMS Olympic. Uz te brodove, i Britannic je bio izgrađen za White Star Line. Gradio se za potrebe prijevoza putnika između Europe i Sjeverne Amerike, ali kako je tada bio 1. svjetski rat, Britannic je prenamijenjen u bolnički brod, koji je prevozio ranjenike. U toj je službi Britannic i potonuo, kada ga je, u blizini grčkog otoka Kea, udarila mina. To se dogodilo dana 21. studenoga 1916. Tada je poginulo 30 ljudi.